# هويزو
هويزو هي مدينة صينية في مقاطعة غوانغدونغ. تبلغ مساحتها 10٫922 كم² وبلغ عدد سكانها 4٫598٫402 نسمة في عام 2010. يبلغ ارتفاع المدينة عن سطح البحر قرابة 15 متر.

## المناخ
يظهر الجدول التالي التغييرات المناخية على مدار السنة لهويزو:
| البيانات المناخية لـهويزو          | البيانات المناخية لـهويزو | البيانات المناخية لـهويزو | البيانات المناخية لـهويزو | البيانات المناخية لـهويزو | البيانات المناخية لـهويزو | البيانات المناخية لـهويزو | البيانات المناخية لـهويزو | البيانات المناخية لـهويزو | البيانات المناخية لـهويزو | البيانات المناخية لـهويزو | البيانات المناخية لـهويزو | البيانات المناخية لـهويزو | البيانات المناخية لـهويزو |
| الشهر                              | يناير                     | فبراير                    | مارس                      | أبريل                     | مايو                      | يونيو                     | يوليو                     | أغسطس                     | سبتمبر                    | أكتوبر                    | نوفمبر                    | ديسمبر                    | المعدل السنوي             |
| ---------------------------------- | ------------------------- | ------------------------- | ------------------------- | ------------------------- | ------------------------- | ------------------------- | ------------------------- | ------------------------- | ------------------------- | ------------------------- | ------------------------- | ------------------------- | ------------------------- |
| متوسط درجة الحرارة الكبرى °م (°ف)  | 18.6 (65.5)               | 19.3 (66.7)               | 22.2 (72.0)               | 26.1 (79.0)               | 29.3 (84.7)               | 31.3 (88.3)               | 32.7 (90.9)               | 32.5 (90.5)               | 31.2 (88.2)               | 28.6 (83.5)               | 24.2 (75.6)               | 20.4 (68.7)               | 26.4 (79.5)               |
| متوسط درجة الحرارة الصغرى °م (°ف)  | 10.2 (50.4)               | 11.7 (53.1)               | 14.9 (58.8)               | 19.2 (66.6)               | 22.5 (72.5)               | 24.7 (76.5)               | 25.4 (77.7)               | 25.2 (77.4)               | 24.0 (75.2)               | 20.7 (69.3)               | 15.8 (60.4)               | 11.6 (52.9)               | 18.8 (65.9)               |
| الهطول مم (إنش)                    | 37.3 (1.47)               | 62.8 (2.47)               | 87.0 (3.43)               | 202.0 (7.95)              | 226.7 (8.93)              | 323.6 (12.74)             | 255.1 (10.04)             | 276.1 (10.87)             | 173.0 (6.81)              | 66.6 (2.62)               | 28.2 (1.11)               | 33.4 (1.31)               | 1٬771٫8 (69.75)           |
| متوسط أيام هطول الأمطار (≥ 0.1 mm) | 6.3                       | 10.6                      | 12.6                      | 14.5                      | 18.3                      | 18.7                      | 17.2                      | 18.4                      | 13.0                      | 6.6                       | 5.1                       | 4.8                       | 146.1                     |
| المصدر: Weather China              |                           |                           |                           |                           |                           |                           |                           |                           |                           |                           |                           |                           |                           |